# Naturschutzgebiet Unteres Warnowland

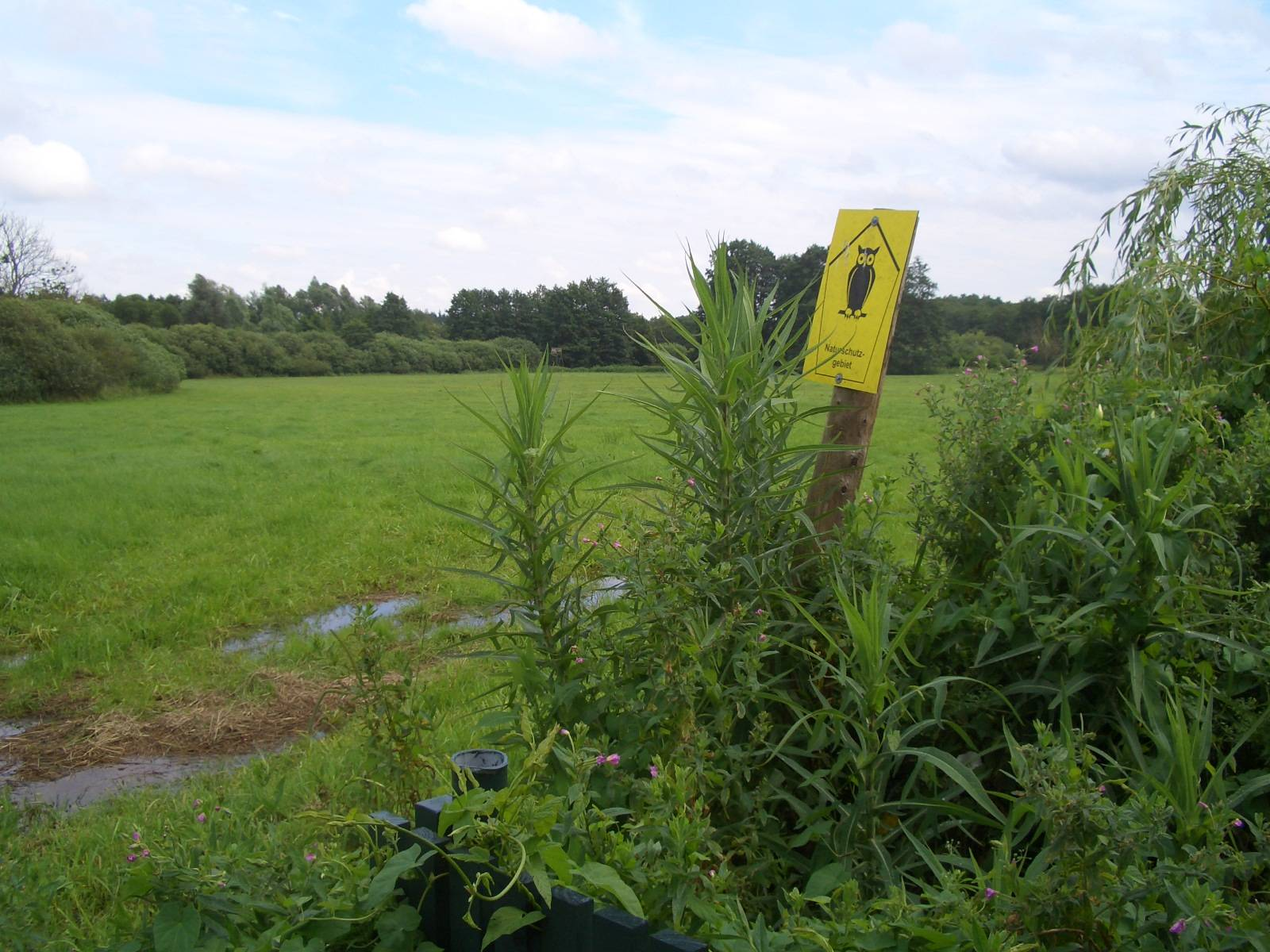
Blick auf eine gemähte Warnowwiese

Das Naturschutzgebiet Unteres Warnowland ist ein 1163 Hektar großes Naturschutzgebiet in Mecklenburg-Vorpommern. Es umfasst den unteren Warnowverlauf nördlich von Schwaan bis zur Mündung in die Unterwarnow. Das Naturschutzgebiet wurde am 28. September 1990 ausgewiesen und im Jahr 2001 erweitert.  Schutzziel ist der Erhalt einer Flusstalmoor-Landschaft mit Feuchtwiesen, Moorwäldern und Seggenrieden.
Der Gebietszustand wird als gut angesehen. Störungen entstehen durch Angler und Bootstourismus. Die Grünlandbereiche sind teilweise noch durch frühere Umbruchs- und Entwässerungsmaßnahmen geschädigt. Zahlreiche Landwege ermöglichen Einsichten in das Schutzgebiet. Die Warnow ist mit Booten befahrbar. Die Flächen liegen im Eigentum der Stiftung für Natur- und Umweltschutz Mecklenburg-Vorpommern.
Das Naturschutzgebiet ist nach EU-Recht als Bestandteil des FFH-Gebiets Warnowtal mit kleinen Zuflüssen und des Vogelschutzgebiets Warnowtal, Sternberger Seen und untere Mildenitz ausgewiesen.

## Geschichte
Durch eine Spalte im Gletschereis der letzten Vereisung und formendes Schmelzwasser entstand die Warnow vor über 10000 Jahren. Nach Abtauen des Eisens versumpfte der langsam fließende Fluss zunächst mit einer bis zu 10 Meter mächtigen Muddeschicht und anschließend bildeten sich umfangreiche Niedermoore, die im Bereich des heutigen Naturschutzgebietes eine Breite von bis zu 750 Metern, bei einer Torfmächtigkeit von bis zu 3 Metern, erreichen.
Menschliche Besiedlung im Gebiet ist seit der Bronzezeit belegt. Siedlungen der Slawen gab es auf Niedermoorstandorten seit dem 12. Jahrhundert und die Randbereiche des Warnowtals wurden beweidet. Bedeutend war die slawische Burg Kessin. Erste Entwässerungen begannen im 16. Jahrhundert zur Verstärkung der Grünlandnutzung und zur Anlage von kleinen Torfstichen. Die Bewirtschaftung der feuchteren Grünlandflächen wurde nach 1990 eingestellt. Der untere Warnowverlauf dient der Stadt Rostock zur Trinkwassergewinnung.

## Pflanzen- und Tierwelt
Auf den Feuchtwiesen wachsen Trollblume, Breitblättriges Knabenkraut, Wiesen-Knöterich und Seggen. Den Flussverlauf säumen Gebüsche mit Bruch- und Lorbeerweide sowie Grau-Erle. Magerrasen sind stellenweise an den Talhängen zu finden. Hervorhebenswerte Brutvögel sind Wachtelkönig, Tüpfelralle, Bekassine sowie Blaukehlchen, Schlagschwirl und Beutelmeise. Der Fluss ist Lebensraum für Flussneunauge und Meerforelle.
Der Fischotter lebt im Gebiet. Seit 2018 sind mehrfach Biber gesichtet worden, die auch einen Bau errichtet und in dessen näherer Umgebung Fraßspuren hinterlassen haben.